# Ngo (ville)
Ngo est une localité de la République du Congo située au centre dans la région des plateaux, à 250 km de la capitale Brazzaville. Connue aussi sous le nom de Ngo la boussole, elle est localisée en plein rond-point de la route nationale numéro 2 et constitue avec Gamboma, les points d'échange entre le nord et le sud. C'est le chef-lieu du district de Ngo.
Les habitants de Ngo font partie du royaume Téké et sont communément appelés les Boma. Ils étaient en 2007 au nombre d'environ 7500. Ils produisent beaucoup plus le foufou.